# دهستان لاسوا
دهستان لاسوا (به لاتین: Lasva Parish) یک دهستان در استونی است که در شهرستان وورو واقع شده‌است.

## خصوصیات
دهستان لاسوا ۱۷۲٫۱ کیلومترمربع مساحت و ۱٬۷۷۳ نفر جمعیت دارد.